# Lorenzo Malagrida
Lorenzo Malagrida (Pietra Ligure, 24 ottobre 2003) è un calciatore italiano, centrocampista della Sampdoria.

## Biografia
Suo zio è l'ex calciatore Antonio Manicone.

## Caratteristiche tecniche
Di ruolo trequartista, dispone di buona tecnica. Abile nel dribbling, può giocare anche da esterno.

## Carriera
Dopo avere militato nelle giovanili del Vado, nel 2015 si trasferisce alla Sampdoria. Il 21 settembre 2022 ha firmato il primo contratto professionistico con i blucerchiati.
Ha debuttato tra i professionisti con la maglia della Samp il 12 gennaio 2023 nella sconfitta per 1-0 in Coppa Italia contro la Fiorentina. Sedici giorni dopo esordisce in Serie A nella sconfitta per 2-0 in casa dell'Atalanta. La stagione successiva viene inserito in pianta stabile della Prima squadra in Serie B, senza però mai scendere in campo.
Il 17 gennaio 2024, viene ceduto in prestito fino al termine della stagione al Rimini, in Serie C. Il 13 febbraio seguente, segna il suo primo gol fra i professionisti, contribuendo alla vittoria per 4-1 in campionato sulla Recanatese.
Il 15 luglio dello stesso anno, il suo prestito al club romagnolo viene rinnovato per un'altra stagione, nella quale vince la Coppa Italia Serie C.

## Statistiche

### Presenze e reti nei club
Statistiche aggiornate al 14 maggio 2025.
| Stagione         | Squadra          | Campionato       | Campionato | Campionato | Coppe nazionali | Coppe nazionali | Coppe nazionali | Coppe continentali | Coppe continentali | Coppe continentali | Altre coppe | Altre coppe | Altre coppe | Totale | Totale | Totale |
| Stagione         | Squadra          | Comp             | Pres       | Reti       | Comp            | Pres            | Reti            | Comp               | Pres               | Reti               | Comp        | Pres        | Reti        | Pres   | Reti   |        |
| ---------------- | ---------------- | ---------------- | ---------- | ---------- | --------------- | --------------- | --------------- | ------------------ | ------------------ | ------------------ | ----------- | ----------- | ----------- | ------ | ------ | ------ |
| 2022-2023        | Sampdoria        | A                | 6          | 0          | CI              | 1               | 0               | -                  | -                  | -                  | -           | -           | -           | 7      | 0      |        |
| 2023-gen. 2024   | Sampdoria        | B                | 0          | 0          | CI              | 0               | 0               | -                  | -                  | -                  | -           | -           | -           | 0      | 0      |        |
| Totale Sampdoria | Totale Sampdoria | Totale Sampdoria | 6          | 0          |                 | 1               | 0               |                    | -                  | -                  |             | -           | -           | 7      | 0      |        |
| gen.-giu. 2024   | Rimini           | C                | 14+2       | 1          | CI-C            | 2               | 0               | -                  | -                  | -                  | -           | -           | -           | 18     | 1      |        |
| 2024-2025        | Rimini           | C                | 26+1       | 1          | CI-C            | 7               | 1               | -                  | -                  | -                  | -           | -           | -           | 34     | 2      |        |
| Totale Rimini    | Totale Rimini    | Totale Rimini    | 40+3       | 2          |                 | 9               | 1               |                    | -                  | -                  |             | -           | -           | 52     | 3      |        |
| Totale carriera  | Totale carriera  | Totale carriera  | 49         | 2          |                 | 10              | 1               |                    | -                  | -                  |             | -           | -           | 59     | 3      |        |

## Palmarès
- Coppa Italia Serie C: 1

Rimini: 2024-2025